# أبرشية بغداد والكويت وتوابعهما
أبرشية بغداد والكويت وتوابعهما هي أبرشية تابعة للكنيسة الأرثوذكسية الأنطاكية. يتولى رئاستها المطران غطاس الحازم منذ سنة 2014. وتشمل أراضيها العراق والكويت ومسقط. كما تُشرف الأبرشية على مدرسة الفرح الابتدائية ورياض الأطفال في مدينة بغداد.

## التاريخ
شهدت أراضي ما يُعرف اليوم بالعراق وجودًا مسيحيًّا على مدى قرون. وقد تشكّلت الأبرشية الحالية في أعقاب الانشقاق الكنسي سنة 1054.
وصل معظم المسيحيين الأرثوذكس إلى المنطقة خلال القرن العشرين. ففي سنة 1914، استقر عدد كبير من الآشوريين المضطهدين في بغداد هربًا من الإبادة الجماعية التي تعرّض لها الآشوريون. وفي سنة 1942، أُعيد تنظيم هيكل الكنيسة لتُصبح أبرشية بغداد تابعة لبطريرك أنطاكية. وفي سنة 1953، ومع انتخاب المطران فوتيوس الخوري، اكتمل بناء أول كنيسة في تاريخ الأبرشية، والتي تُعرف محليًّا باسم "الكنيسة الزرقاء" بسبب لونها المميز، وقد تمّ تدشينها رسميًّا في سنة 2002. كما بُنيت كنيسة ثانية على أرض منحت للأبرشية سنة 1972 وتمّ تدشينها في سنة 1991.
وبحلول سنة 2003، كانت الغالبية العظمى من المسيحيين في العراق قد غادروا البلاد. ففي سنة 1991، كان عدد العائلات الأرثوذكسية اليونانية في بغداد يُقدّر بنحو 600 عائلة، لكن في سنة 2014 لم يتبقَّ منها سوى نحو 30 عائلة. واعتبارًا من سنة 2018، لم تَعُد هناك أي أسر مسيحية في مدينتي الموصل أو البصرة.

## قائمة الأساقفة
- فوتيوس الخوري (1953 - 1969)
- قسطنطين باباستيفانو (1969 - 2014)
- غطاس الحازم (2014 - حتى الآن)